# Craterul Crooked Creek
Crooked Creek este un crater de impact meteoritic în Missouri, Statele Unite ale Americii. 

## Date generale
Are 7 km în diametru și are vârsta estimată la 320 ± 80 milioane ani (Mississippian). Craterul este expus la suprafață.